# Artilleriedurchbruchskorps

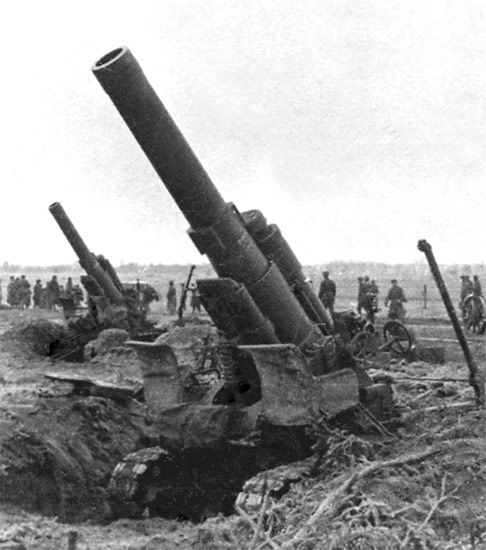
Schwere 203-mm-Geschütze. Ein Durchbruchskorps verfügte über 48 davon.

Artilleriedurchbruchskorps waren sowjetische in Korps organisierte Artillerieeinheiten der „Artilleriereserve des Oberkommandos“ (ARGK) zur Massierung von Artillerie für den Durchbruch der gegnerischen Front im Rahmen der Artillerieoffensive.

## Allgemein
Die Artilleriedurchbruchskorps entstanden auf Betreiben des Chefs der Artillerie Nikolai Nikolajewitsch Woronow, dessen „heimlicher Traum“ sie waren. Trotz der Schwere der Verteidigungs- und Rückzugskämpfe im Jahr 1941 setzte sich Woronow dafür ein, die überschweren und schwersten Kaliber für künftige Offensiven aufzusparen, wo sie ihren eigentlichen Zweck, den Durchbruch stark befestigter Stellungen erfüllen konnten. Es gelang ihm gegen den Widerstand der Front, bei Stalin den Befehl durchzusetzen, dass sie ins tiefe Hinterland zurückgeführt wurden. Im April 1943 begann die Aufstellung von Artilleriedurchbruchsdivisionen als verstärkte Artilleriedivisionen. Zwei Artilleriedurchbruchsdivisionen und eine Gardewerferdivision wurden dann in einem Artilleriedurchbruchskorps zusammengefasst. Ein Korps umfasste 496 Geschütze, 216 schwere 120-mm-Granatwerfer und 864 M-31-Katjuscha-Raketenwerfer. Mit einer Salve konnten 3.456 Raketengeschosse mit einem Gesamtgewicht von 320 Tonnen verschossen werden.
Sie wurden „leihweise“ dem Oberbefehlshaber einer Front unterstellt. Dieser durfte sie nur geschlossen einsetzen, ohne sie zu zersplittern. Hatten sie ihre Aufgabe an einer Stelle erfüllt, wurden sie an andere Abschnitte verlegt. Sie entwickelten sich laut dem General Iwan S. Konew zu einer Art „Vorschlaghammer“.
Man spielte auch mit dem Gedanken, Artilleriearmeen aufzustellen.

## Struktur
| Typ                              | Datum   | Mann   | 76 mm | 122 mm | 152 mm | 203 mm | Gr.W. |
| -------------------------------- | ------- | ------ | ----- | ------ | ------ | ------ | ----- |
| Artilleriedivision               | Dez. 42 | 9.214  | 72    | 60     | 36     | 0      | 80    |
| Artilleriedurchbruchsdivision 43 | Apr. 43 | 10.869 | 72    | 84     | 68     | 24     | 108   |
| Artilleriedurchbruchsdivision 44 | Okt. 44 | -      | 48    | 84     | 32     | 24     | 140   |
| Anmerkungen: 1. 2.               |         |        |       |        |        |        |       |

Eine Artilleriedurchbruchsdivision verfügte über 1.156 LKW.

## Aufgestellte Einheiten
Ende 1943 gab es 6 Artilleriedurchbruchskorps mit 17 Artilleriedurchbruchsdivisionen und 9 Artilleriedivisionen sowie 7 Gardewerferdivisionen. Ende 1944 gab es 10 Artilleriedurchbruchskorps mit 22 Artilleriedurchbruchsdivisionen und 3 Artilleriedivisionen. Einige Divisionen blieben selbstständig und gehörten keinem Korps an.
Am 15. März 1943 wurde als erstes das 3. (N.N. Shdanow) aufgestellt. Am 24. April 1943 folgten das 2. (M.M. Basurkow), das 4. (V.N. Mazur), das 5. (P.M. Korolkow), das 7. (N. W. Ignatow) und das 8. (N.F. Salichko).
1944 folgten am 20. September das 10. (L.I. Koschukow), am 10. Oktober das 9. (A.F. Pawlow), am 20. November das 6. (P.M. Roschanowitsch) und am 30. Dezember 1944 das 1. (B.A. Frolow).
Am 1. Juli 1943 befand sich das 2. bei der Brjansker Front, das 4. bei der 13. Armee der Zentralfront, das 8. bei der 11. Gardearmee der Westfront.
Am 31. Dezember 1943 befand sich das 2. bei der 2. Baltische Front, das 3. bei der Leningrader Front, das 4. bei der 65. Armee der 1. Weißrussische Front, das 5. bei der Westfront, das 7. bei der 1. Ukrainische Front und das 8. in Reserve.